# Tedstone Delamere
Tedstone Delamere est une paroisse civile et un village du Herefordshire, en Angleterre.